# Alfons Vila i Franquesa
Alfons Vila i Franquesa (Sant Martí de Maldà, 19 de novembre de 1897 - Cuernavaca, 28 d'agost de 1967),
caricaturista i dibuixant, va ser conegut com a Shum, Joan Baptista Acher, El Poeta o L'artista de les mans trencades. La seva militància anarquista li va suposar diversos empresonaments, així com l'exili al final de la Guerra Civil.
Publicà a Solidaridad Obrera, Justícia Social, La Campana de Gràcia, L'Opinió, La Humanitat, Rambla, L'Esquella de la Torratxa, Papitu, o Visca!, entre d'altres.
L'octubre de 1922 fou condemnat a mort per la seva implicació en un intent d'atemptat contra el general Martínez Anido. i per l'explosió que es va produir mentre manipulaven uns artefactes, que va causar la destrucció de l'edifici i la mort de cinc persones al carrer Toledo de Barcelona. La condemna va despertar una campanya de solidaritat demanant l'abolició de la pena capital, en la que participaren personalitats tan destacades com Màxim Gorki, Errico Malatesta, Santiago Ramon y Cajal, Valle-Inclán i sobretot l'escriptora Concha Espina, qui demanà personalment l'indult al directori militar. La campanya també va incloure una exposició monogràfica dels seus dibuixos a l'Ateneu Enciclopèdic Popular. Finalment es va aconseguir la commutació de la pena per cadena perpètua, i fou amnistiat l'any 1931, sent Victoria Kent directora general de presons de la República.
L'any 1934 fou nomenat vocal de la Junta de Museus de Barcelona. Formà part del Grup dels Sis junt amb Helios Gómez, Alfred Pascual i Benigani, Marcel·lí Porta i Fernanda, Lluís Elias i Bracons i Josep Bartolí i Guiu i va participar en el Sindicat de Dibuixants Professionals.
Combaté al front durant la Guerra Civil i s'exilià a França al final del conflicte. Posteriorment, va viure a la República Dominicana, Cuba, els Estats Units i finalment a Cuernavaca, Mèxic, on va morir.
L'estudi Shum. El dibuixant anarquista conté textos de Josep Maria Cadena, Lluís Solà i Jaume Capdevila en art Kap. A través seu es pot reconstruir. La peculiar peripècia vital del nostre home que inclou una carrera tan breu com catastròfica en l'anarquisme barceloní, seguida de la fugida d'Espanya i del seu pas per diferents països fins a recalar a Mèxic, on va morir.